# Technische Hochschule Tokio

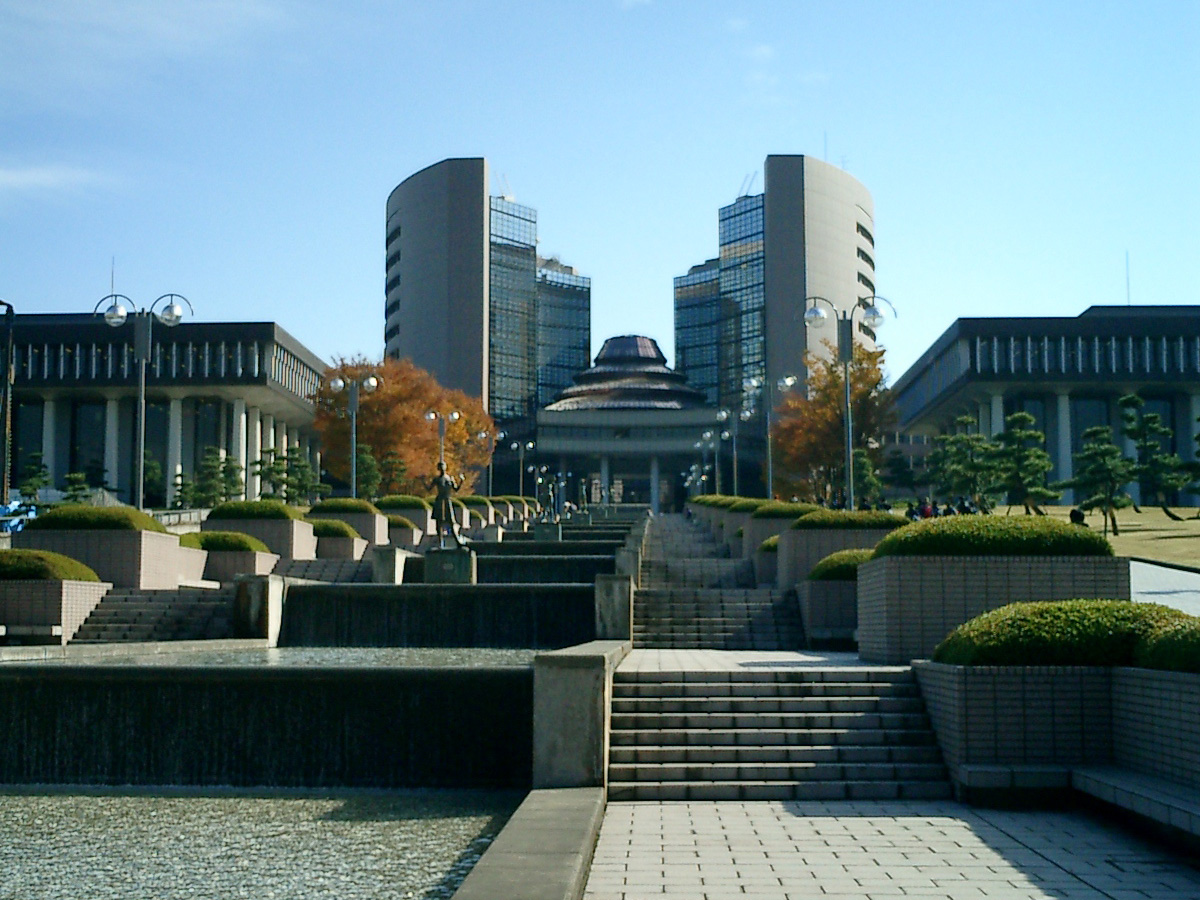
Technische Hochschule Tokio

Die Technische Hochschule Tokio (jap. 東京工科大学, Tōkyō kōka daigaku, engl. Tokyo University of Technology, kurz: TUT) ist eine private Hochschule in Hachiōji.

## Geschichte
Den Ursprung hat die Hochschule in der Mai 1947 von Kō Katayanagi gegründeten Sōbi Gakuen (創美学園) mit Fachbereichen für Malerei und Schneiderei. Mit dem Beginn des japanischen Fernsehens 1953 erfolgte die Verlagerung zur Ausbildung für Fernsehtechnik. 1986 erfolgte die Ernennung zur Hochschule mit 3 Fakultäten für Elektrotechnik, Informatik und Maschinensteuerung.

## Fakultäten
- Fakultät für Medienwissenschaft
- Fakultät für Biowissenschaft und Biotechnologie
- Fakultät für Informatik